# 最終兵器アリス
『最終兵器アリス』（さいしゅうへいきアリス、原題：최종병기 앨리스）は、動画配信プラットフォームWATCHAが2022年に配信したオリジナルドラマ。

## あらすじ
謎の転校生キョウル（aka.アリス）は、殺し屋という正体を隠して過ごさなければならない。高校3年生のヨルムは幼少時に悲劇を目撃したことがトラウマとなり、不良からパンチを受け続けても反撃をしないような生活を送っている。 全く似合わないような2人はしきりに変に絡み合って惹かれ合うものの、2人の学校生活がなかなか容易ではない。 アリスを追撃する残忍な犯罪組織と狂人殺し屋スパイシーまで現れ、彼らの世界はますます血色に染まっていく。

## 主人公
- キョウル／アリス：パク・セワン
- ソ・ヨルム：ソン・ゴニ